# Chartered Financial Analyst
Chứng chỉ Phân Tích Tài Chính (Tiếng anh: The Chartered Financial Analyst , viết tắt: CFA) - được cấp bởi Viện CFA Hoa Kỳ (trước là the Association for Investment Management and Research, or AIMR). Đây là một chứng chỉ chuyên nghiệp quốc tế dành cho những người làm việc trong lĩnh vực tài chính và đầu tư. 
Chương trình đào tạo này trang bị cho các chuyên gia đầu tư và tài chính kiến thức chuyên sâu - bao gồm phân tích kinh doanh, thống kê, lý thuyết xác suất, thu nhập cố định, phái sinh, kinh tế học, phân tích tài chính, tài chính doanh nghiệp, đầu tư thay thế, quản lý danh mục đầu tư, đạo đức áp dụng cho ngành tài chính - và cung cấp kiến thức tổng quát về các lĩnh vực tài chính khác.

## Lịch sử
Với hơn 75 năm hình thành và phát triển , Viện CFA (CFA Institute) đã trải qua một hành trình dài, cam kết không ngừng nâng cao tiêu chuẩn đạo đức và chuyên môn trong ngành quản lý đầu tư toàn cầu. Từ những hiệp hội phân tích tài chính địa phương ban đầu, tổ chức này đã vươn mình trở thành một tổ chức quốc tế uy tín, góp phần quan trọng vào sự phát triển của ngành tài chính.
Các cột mốc quan trọng trong quá trình phát triển của Viện CFA:
- 1947: Liên đoàn các Hiệp hội Phân tích Tài chính Quốc gia (Tiếng anh: National Federation of Financial Analysts Societies, viết tắt: NFFAS) được thành lập, quy tụ các hiệp hội phân tích tài chính tại Boston, Chicago, New York và Philadelphia. Các thành viên sáng lập cùng chia sẻ tầm nhìn về việc nâng cao vị thế của nghề phân tích tài chính.
- 1962: Hội đồng quản trị NFFAS quyết định thành lập Viện Phân tích Tài chính Chartered (Tiếng anh: Institute of Chartered Financial Analysts, viết tắt: ICFA), đặt nền móng cho chương trình CFA..
- 1963: Kỳ thi CFA đầu tiên được tổ chức với 284 thí sinh tham gia tại 25 địa điểm trên khắp Hoa Kỳ.
- 1969: Bộ quy tắc đạo đức nghề nghiệp (Standards of Professional Conduct) đầu tiên ra đời, đánh dấu một bước tiến lớn trong việc nâng cao tính chuyên nghiệp của chương trình CFA.
- 1987: CFA Society đầu tiên ngoài Bắc Mỹ được thành lập tại Singapore, mở ra giai đoạn phát triển toàn cầu.
- 1990: Hiệp hội Quản lý và Nghiên cứu Đầu tư (Tiếng anh: Association for Investment Management and Research, viết tắt: AIMR) ra đời, tạo nền tảng cho sự hợp tác và chia sẻ kiến thức giữa các chuyên gia đầu tư.
- 1997: AIMR mở văn phòng đầu tiên tại Hồng Kông.
- 2001: Văn phòng AIMR đầu tiên tại châu Âu được đặt tại London.
- 2004: AIMR chính thức đổi tên thành Viện CFA, khẳng định tầm nhìn toàn cầu và vị thế của tổ chức.
- 2012: Kỷ niệm 50 năm thành lập chương trình CFA.
- 2021: Viện CFA giới thiệu Bộ tiêu chuẩn tiết lộ thông tin ESG (Environmental, Social and Corporate governance) dành cho các sản phẩm đầu tư. Chứng chỉ Đầu tư ESG nhận được 10.000 lượt đăng ký.
- 2022: Viện CFA ký kết Bộ quy tắc Đa dạng, Bình đẳng và Bao gồm (DEI) toàn cầu, thu hút sự tham gia của nhiều tổ chức đầu tư tại Bắc Mỹ.
- 2023: Chương trình CFA có những cải tiến đáng kể nhất từ trước đến nay. Đồng thời, Viện CFA ra mắt Trung tâm Nghiên cứu và Chính sách Toàn cầu.

## CFA Charterholder
Là một tổ chức toàn cầu, tính đến đầu năm 2025, Viện CFA  đã có hơn 190.000 thành viên, trong đó 97% là những người sở hữu chứng chỉ CFA (còn được gọi là CFA Charterholders). Với phạm vi hoạt động rộng khắp trên 160 thị trường quốc tế, Viện CFA không ngừng mở rộng tầm ảnh hưởng và kết nối cộng đồng chuyên gia tài chính trên toàn thế giới. Ngoài ra, mạng lưới CFA Society bao gồm hơn 155 hiệp hội địa phương, tạo điều kiện cho các thành viên giao lưu, học hỏi và phát triển sự nghiệp trong lĩnh vực đầu tư.

### Yêu cầu
Để trở thành người được cấp chứng chỉ CFA và được gọi là CFA Charterholder, ứng viên cần thực hiện theo các bước sau:

#### Vượt qua ba kỳ thi của chương trình CFA
Chương trình CFA bao gồm ba kỳ thi: Level 1, Level 2 và Level 3. Ứng viên cần vượt qua cả ba Level, cùng với các module xây dựng kỹ năng thực hành.

#### Tích lũy kinh nghiệm làm việc thực tế
Tích luỹ ít nhất 4000 giờ làm việc trong ít nhất 36 tháng. Kinh nghiệm của ứng viên phải liên quan trực tiếp đến việc đưa ra các quyết định đầu tư hoặc tạo ra những sản phẩm có giá trị cho quá trình này. Ứng viên có thể tích lũy kinh nghiệm này trước, trong hoặc sau khi tham gia chương trình CFA.

#### Nộp đơn xin gia nhập Viện CFA:
Để nhận chứng chỉ CFA, ứng viên phải là thành viên chính thức của Viện CFA. Trong quá trình này, ứng viên sẽ cần cung cấp thư giới thiệu từ những người có chuyên môn.

#### Trở thành thành viên của Viện CFA:
Sau khi đơn của bạn được chấp thuận, ứng viên sẽ chính thức nhận được chứng chỉ CFA.

### Tỷ lệ đậu
Pass rate  mới nhất theo như Viện CFA công bố cho năm 2024 như sau: 
| Kỳ thi CFA Level I                                                                               | Kỳ thi CFA Level II                                                      | Kỳ thi CFA Level III                            |
| - Tháng 2 năm 2024: 44% - Tháng 5 năm 2024: 46% - Tháng 8 năm 2024: 44% - Tháng 11 năm 2024: 43% | - Tháng 5 năm 2024: 59% - Tháng 8 năm 2024: 47% - Tháng 11 năm 2024: 39% | - Tháng 2 năm 2024: 49% - Tháng 8 năm 2024: 48% |

## Chương trình học CFA
Chương trình đào tạo CFA được cấu trúc qua ba kỳ thi CFA theo 3 level: Level I, II và III. Mỗi cấp độ của chương trình đào tạo xây dựng dựa trên cấp độ trước đó và ngày càng trở nên phức tạp hơn. 
- Level I: Các câu hỏi trắc nghiệm sẽ kiểm tra kiến thức của ứng viên về các thuật ngữ, khái niệm và công thức chính là nền tảng của ngành đầu tư.
- Level II: Các tình huống trong bài thi với các câu hỏi trắc nghiệm sẽ kiểm tra cách ứng viên phân tích tình huống và đưa ra giải pháp sử dụng kiến thức ứng viên đã tích lũy.
- Level III: Sự kết hợp giữa các câu hỏi theo bộ mục (item set) và các câu hỏi tự luận sẽ cho thấy cách ứng viên tích hợp các khái niệm và áp dụng kiến thức vào các tình huống thực tế.

Với mỗi level trong chương trình, ứng viên sẽ trải qua 10 môn học. 

### Alternative Investments
Đầu tư thay thế, môn học sẽ đi vào định nghĩa và khám phá các khoản đầu tư thay thế. Bao gồm quỹ phòng hộ (hedge funds), vốn chủ sở hữu tư nhân (private equity), bất động sản (real estate), hàng hóa và cơ sở hạ tầng (commodities and infrastructure). Bạn sẽ tìm hiểu về các đặc điểm chung của chúng và việc sử dụng các khoản đầu tư thay thế để đa dạng hóa và đạt được lợi nhuận cao hơn.
Tỷ trọng của môn này trong các bài thi CFA như sau:
- Level I: 7-10%
- Level II: 5 - 10%
- Level III: 5 - 10%

### Corporate Issuers
Với môn học Tài chính doanh nghiệp, ứng viên sẽ được giới thiệu về quản trị doanh nghiệp cũng như các quyết định đầu tư và tài chính. Môn học nhấn mạnh tác động ngày càng tăng của các cân nhắc về môi trường và xã hội trong đầu tư. Đề cập đến cách các doanh nghiệp sử dụng đòn bẩy và quản lý lưu động để đáp ứng các nhu cầu ngắn hạn.
Tỷ trọng của môn này trong các bài thi CFA như sau:
- Level I: 6 - 9%
- Level II: 5 - 10%
- Level III: 0%

### Derivatives
Môn học sẽ xây dựng nền tảng khái niệm để hiểu về các công cụ phái sinh cơ bản và thị trường phái sinh cho các ứng viên. Đồng thời cũng sẽ được giới thiệu về các đặc điểm quan trọng và các phương pháp định giá của các hợp đồng kỳ hạn như hợp đồng kỳ hạn (forwards), hợp đồng tương lai (futures), hợp đồng hoán đổi (swaps) và các công cụ có điều kiện. Ứng viên có cơ hội tìm hiểu về kinh doanh chênh lệch giá (Arbitrage) - một khái niệm giúp liên kết giá của các công cụ phái sinh với giá của tài sản cơ sở (underlying asset). 
Tỷ trọng của môn này trong các bài thi CFA như sau:
- Level I: 5 - 8%
- Level II: 5 - 10%
- Level III: 5 - 10%

### Economics
Ứng viên sẽ tìm hiểu về các khái niệm cơ bản trong phân tích cung và cầu đối với từng cá nhân và doanh nghiệp. Chủ đề cũng đề cập đến cấu trúc thị trường mà doanh nghiệp hoạt động, cùng với các nguyên lý và khái niệm kinh tế vĩ mô, bao gồm đo lường tổng sản lượng và thu nhập, phân tích tổng cung - tổng cầu, cũng như các yếu tố tác động đến tăng trưởng kinh tế. Phần cuối cùng sẽ tập trung vào chu kỳ kinh doanh và ảnh hưởng của nó đến các hoạt động kinh tế.
Tỷ trọng của môn này trong các bài thi CFA như sau:
- Level I: 6- 9%
- Level II: 5 -10%
- Level III: 5 - 10%

### Equity Investments
Trong phần này, ứng viên sẽ tìm hiểu về đặc điểm của các khoản đầu tư vào cổ phiếu, thị trường chứng khoán và các chỉ số. Ứng viên sẽ được hướng dẫn cách phân tích ngành, doanh nghiệp và chứng khoán cổ phiếu. Học cách sử dụng các mô hình định giá cổ phiếu cơ bản và khám phá thị trường cổ phiếu toàn cầu. 
Tỷ trọng của môn này trong các bài thi CFA như sau:
- Level I: 11 - 14%
- Level II: 10 - 15%
- Level III: 10 - 15%

### Ethical and Professional Standards
Trọng tâm của chủ đề này là đạo đức, những thách thức liên quan đến hành vi đạo đức và vai trò của đạo đức và tính chuyên nghiệp trong ngành đầu tư. Viện CFA cung cấp cho ứng viên một khung tư duy để hỗ trợ việc ra quyết định đạo đức, ứng viên được tìm hiểu về Bộ Quy tắc Đạo đức và Tiêu chuẩn hành nghề của Viện CFA ( Tiếng anh CFA Institute Code of Ethics and Standards of Professional Conduct) cũng như Tiêu chuẩn Hiệu suất Đầu tư Toàn cầu ( Tiếng anh: Global Investment Performance Standards, viết tắt: GIPS).
Tỷ trọng của môn này trong các bài thi CFA như sau:
- Level I: 10 - 15%
- Level II: 10 - 15%
- Level III: 10 - 15%

### Financial Statement Analysis
Phân tích Báo cáo tài chính, ứng viên sẽ được giải thích chi tiết về các quy trình báo cáo tài chính và các tiêu chuẩn quy định trong việc công bố thông tin tài chính, với các báo cáo tài chính cơ bản. Ứng viên sẽ tìm hiểu cách các phương pháp kế toán thay thế ảnh hưởng đến các báo cáo này và việc phân tích chúng. Ngoài ra, Viện CFA sẽ hướng dẫn ứng viên khám phá các báo cáo tài chính chính yêu và được cung cấp một khung phân tích tổng quát để đánh giá báo cáo tài chính một cách hiệu quả.
Tỷ trọng của môn này trong các bài thi CFA như sau:
- Level I: 11 - 14%
- Level II: 10 - 15%
- Level III: 0%

### Fixed Income
Trong chủ đề này, ứng viên sẽ tìm hiểu về chứng khoán thu nhập cố định và thị trường của chúng, các thước đo lợi suất, yếu tố rủi ro, cũng như các phương pháp và yếu tố ảnh hưởng đến định giá. Ngoài ra, ứng viên sẽ được hướng dẫn cách tính lợi suất, xác định giá trị của chứng khoán thu nhập cố định, quá trình chứng khoán hóa tài sản, các nguyên tắc cơ bản về lợi nhuận và rủi ro của trái phiếu, cùng những nguyên tắc phân tích tín dụng cơ bản.
Tỷ trọng của môn này trong các bài thi CFA như sau:
- Level I: 11 - 14%
- Level II: 10 - 15%
- Level III: 15 - 20%

### Quantitative Methods
Với chủ đề này, ứng viên được khám phá các khái niệm và kỹ thuật định lượng (quantitative) được sử dụng trong phân tích tài chính và ra quyết định đầu tư. Được giới thiệu về thống kê mô tả (descriptive statistics), giúp truyền tải các đặc điểm quan trọng của dữ liệu như xu hướng trung tâm (central tendency), vị trí và độ phân tán, cũng như các đặc điểm của phân phối lợi nhuận. Ngoài ra, phần này cũng đề cập đến lý thuyết xác suất và cách áp dụng nó trong việc định lượng rủi ro khi đưa ra quyết định đầu tư.
Tỷ trọng của môn này trong các bài thi CFA như sau:
- Level I: 6 - 9%
- Level II: 5 - 10%
- Level III: 0%

### Portfolio Planning and Wealth Management
Viện CFA giải thích các nguyên tắc cơ bản của quản lý danh mục đầu tư và rủi ro cho các ứng viên, bao gồm đo lường lợi nhuận và rủi ro, lập kế hoạch và xây dựng danh mục đầu tư. Viện xem xét, phân tích nhu cầu của nhà đầu tư cá nhân và tổ chức, cùng với các giải pháp đầu tư phù hợp. Ngoài ra, mô hình định giá tài sản vốn (CAPM) sẽ được sử dụng để xác định mức rủi ro tối ưu trong danh mục đầu tư.
Tỷ trọng của môn này trong các bài thi CFA như sau:
- Level I: 8 - 12%
- Level II: 10 - 15%
- Level III: 35 - 40%

## Sự công nhận tại Việt Nam
Quy định về miễn giảm chứng chỉ chuyên môn chứng khoán theo CFA:
"Theo Khoản 4, Điều 4, Mục 2 của Thông tư số 197/2015/TT-BTC do Bộ Tài chính ban hành ngày 03/12/2015 về quy định hành nghề chứng khoán, cá nhân sở hữu các chứng chỉ CFA có thể được miễn một hoặc nhiều chứng chỉ chuyên môn về chứng khoán như sau:
- Ứng viên vượt qua CFA Level 1 được miễn 2 chứng chỉ chuyên môn:
  1. Những vấn đề cơ bản về chứng khoán và thị trường chứng khoán
  2. Phân tích báo cáo tài chính doanh nghiệp
- Ứng viên vượt qua CFA Level 2 được miễn 3 chứng chỉ chuyên môn:
  1. Những vấn đề cơ bản về chứng khoán và thị trường chứng khoán
  2. Phân tích và đầu tư chứng khoán
  3. Phân tích báo cáo tài chính doanh nghiệp

Ngoài ra, theo Điểm c, Khoản 3, Điều 4, Mục 2 của Thông tư này, cá nhân sở hữu CFA Charter (CFA Charterholder) sẽ được miễn yêu cầu 3 năm kinh nghiệm làm việc trong lĩnh vực tài chính, ngân hàng khi đăng ký cấp Chứng chỉ hành nghề Quản lý quỹ."

## Các khoản phí của chương trình CFA
Phí đăng ký thi: Phí thi CFA được chia thành nhiều khoản khác nhau, bao gồm phí mở tài khoản và phí đăng ký thi cho từng cấp độ:
- Phí mở tài khoản CFA (One-time Enrollment Fee): Đây là khoản phí bắt buộc đối với tất cả ứng viên khi đăng ký thi CFA lần đầu tiên. Phí này chỉ cần đóng một lần duy nhất trong suốt quá trình tham gia các kỳ thi do CFA Institute tổ chức.
- Phí đăng ký thi sớm (Exam Registration Early Fee): Mức phí ưu đãi dành cho những ứng viên đăng ký thi trong giai đoạn đầu của kỳ tuyển sinh.
- Phí đăng ký thi tiêu chuẩn (Exam Registration Standard Fee): Mức phí áp dụng cho những ứng viên đăng ký sau thời hạn ưu đãi của phí đăng ký sớm.

|                                         | 2025 CFA Program pricing | 2026 CFA Program pricing |
| New Level I enrollment fee              | USD 350                  | USD 0                    |
| Level I early-bird Level I standard     | USD 990 USD 1290         | USD 1140 USD 1490        |
| Level II early-bird Level II standard   | USD 990 USD 1290         | USD 1140 USD 1490        |
| Level III early-bird Level III standard | USD 1090 USD 1390        | USD 1240 USD 1590        |

### Phí hoãn thi
Nếu bạn đã đăng ký thi nhưng không thể tham gia kỳ thi đã chọn vì bất kỳ lý do nào, CFA Institute cho phép bạn hoãn kỳ thi sang một đợt thi khác. Tuy nhiên, để thực hiện việc này, bạn sẽ cần trả phí hoãn thi (Paid Deferral) với mức phí là 499 USD.

### Phí đổi lịch thi (rescheduling fee)
Trong trường hợp bạn cần thay đổi ngày, giờ hoặc địa điểm thi trong suốt kỳ thi, CFA Institute sẽ áp dụng phí đổi lịch thi là 250 USD, và khoản phí này không được hoàn lại. Việc thay đổi lịch có thể xảy ra nếu bạn gặp tình huống đột xuất hoặc cần điều chỉnh kế hoạch thi ban đầu.

### Phí duy trì thành viên
Theo thông báo từ CFA Institute, phí hội viên thường niên hiện tại là 299 USD, áp dụng chung cho tất cả các thành viên. Mức phí này áp dụng cả với CFA Charterholders và những hội viên chưa đạt danh hiệu này nhưng vẫn tham gia vào cộng đồng CFA.

## Kỳ thi CFA
Cấu trúc bài thi: Kỳ thi CFA gồm 3 cấp độ (Level 1, Level 2, Level 3), với cấu trúc đề thi, loại câu hỏi và thời gian thi khác nhau. Dưới đây là thông tin chi tiết về từng cấp độ:
| Cấp độ  | Loại câu hỏi                                      | Tổng số câu hỏi                                       | Thời gian thi | Cấu trúc   |
| Level 1 | Trắc nghiệm độc lập                               | 180 câu                                               | 4 giờ 30 phút | 2 phần thi |
| Level 2 | Trắc nghiệm theo dạng vignette (tình huống)       | 88 câu                                                | 4 giờ 24 phút | 2 phần thi |
| Level 3 | Kết hợp câu hỏi trắc nghiệm (vignette) và tự luận | 11 set câu hỏi (5-6 set trắc nghiệm, 5-6 set tự luận) | 4 giờ 24 phút | 2 phần thi |

Lịch thi CFA theo từng cấp độ
- Level 1: Được tổ chức 4 lần/năm (Tháng 2, 5, 8, 11).
- Level 2: Được tổ chức 3 lần/năm (Tháng 5, 8, 11).
- Level 3: Được tổ chức 2 lần/năm (Tháng 2, 8).

Hình thức thi: Từ tháng 2/2021, Viện CFA Hoa Kỳ đã chính thức chuyển đổi kỳ thi CFA sang hình thức thi trên máy tính (CBT - Computer-Based Testing). 
Địa điểm tổ chức kỳ thi CFA trên máy tính tại Việt Nam:
- Hồ Chí Minh: IIG Việt Nam – Tầng 1, Tháp 1, The Sun Avenue, 28 Mai Chí Thọ, An Phú, TP. Thủ Đức, TP.HCM
- Hà Nội: IIG Việt Nam – Tầng 3, Trung Yên Plaza, 1 Trung Hòa, Quận Cầu Giấy, Hà Nội

## Các đơn vị đào tạo CFA được công nhận
Danh sách 40 đơn vị cung cấp đào tạo chương trình CFA đã được Viện CFA công nhận: 
|    | Đơn vị                                                  | CFA Program                               |
| 1  | SAPP Academy                                            | CFA Program: Level I, Level II, Level III |
| 2  | Uworld                                                  | CFA Program: Level I, Level II, Level III |
| 3  | Analyst Prep                                            | CFA Program: Level I, Level II, Level III |
| 4  | Aswini Bajaj                                            | CFA Program: Level I, Level II, Level III |
| 5  | Bloomberg Exam Prep (by Mindojo Ltd)                    | CFA Program: Level I, Level II, Level III |
| 6  | Kaplan                                                  | CFA Program: Level I, Level II, Level III |
| 7  | Chainshine Financial Training                           | CFA Program: Level I, Level II, Level III |
| 8  | Chalk & Board                                           | CFA Program: Level I, Level II, Level III |
| 9  | Deep3Prep                                               | CFA Program: Level III                    |
| 10 | Edge Designations                                       | CFA Program: Level I, Level II, Level III |
| 11 | MarkMeldrum.com                                         | CFA Program: Level I, Level II, Level III |
| 12 | EduPristine                                             | CFA Program: Level I, Level II            |
| 13 | Finance Coach                                           | CFA Program: Level I                      |
| 14 | Financial Exam Help 123                                 | CFA Program: Level I, Level II, Level III |
| 15 | FinTree Education                                       | CFA Program: Level I, Level II, Level III |
| 16 | Salt Solutions                                          | CFA Program: Level I, Level II, Level III |
| 17 | Henrique Cezar Cursos Preparatórios Em Finanças         | CFA Program: Level I, Level II, Level III |
| 18 | Hong Kong Investment Training Institute Limited (HKITI) | CFA Program: Level I, Level II, Level III |
| 19 | Tandem Finance                                          | CFA Program: Level I, Level II, Level III |
| 20 | Imarticus Learning Private Limited                      | CFA Program: Level I                      |
| 21 | Investometrix                                           | CFA Program: Level I, Level II            |
| 22 | BPP Professional Education                              | CFA Program: Level I, Level II, Level III |
| 23 | Kiwimi                                                  | CFA Program: Level I, Level II, Level III |
| 24 | Leaders Training Center                                 | CFA Program: Level I, Level II            |
| 25 | LevelUp, LLC                                            | CFA Program: Level III                    |
| 26 | EDGE Education                                          | CFA Program: Level I, Level II, Level III |
| 27 | Noesis Exed SDN BHD                                     | CFA Program: Level I, Level II, Level III |
| 28 | Phoenix Financial Training                              | CFA Program: Level I, Level II            |
| 29 | Prep Securities                                         | CFA Program: Level I, Level II, Level III |
| 30 | PwC's Academy                                           | CFA Program: Level I, Level II, Level III |
| 31 | Quartic                                                 | CFA Program: Level I, Level II, Level III |
| 32 | Fitch Learning                                          | CFA Program: Level I, Level II, Level III |
| 33 | Sanjay Saraf Educational Institute (SSEI - ULURN)       | CFA Program: Level I, Level II, Level III |
| 34 | Afi Global Education, S.A.                              | CFA Program: Level I                      |
| 35 | Smart Train                                             | CFA Program: Level I, Level II, Level III |
| 36 | IFT                                                     | CFA Program: Level I, Level II, Level III |
| 37 | The FinAcco Hub Ltd                                     | CFA Program: Level I, Level II            |
| 38 | The Princeton Review                                    | CFA Program: Level I, Level II, Level III |
| 39 | amiCoach Academy                                        | CFA Program: Level I, Level II, Level III |
| 40 | Wale-Kesh Learning                                      | CFA Program: Level I, Level II, Level III |